# Maria Soares da Silva
Maria Soares da Silva (* 26. März 1961 in Uato-Lari, Viqueque Portugiesisch-Timor; † 28. Juni 2021 in Osttimor) war eine Unabhängigkeitsaktivistin.
Silva wurde als eines von 14 Kindern von Ama Mateus da Silva und Teresa da Silva geboren. Ab 1968 ging sie in Uato-Lari zur Schule und von 1969 bis 1973 in die Schule Waida'a in Ossu. 1974 wechselte Silva zur Technischen Schule Fatumaca in Gariuai, bis die Indonesier ab 1975 Osttimor besetzten. Silva begann sich im Unabhängigkeitskampf zu engagieren. In der unbesetzten Zone wurde sie Sekretärin der Organização Popular de Mulheres Timorense (OPMT), der Frauenorganisation der FRETILIN, und Politische Assistentin in der Zona 17 agostu. Nachdem die Zone von den Indonesiern erobert worden war, war Silva von 1979 bis 1984 inhaftiert. Freigelassen arbeitete sie weiter mit dem militärischen Widerstand. Zusammen mit ihrem Vater sorgte sie für medizinische Versorgung der Kämpfer, lieferte Informationen über den bewaffneten Kampf an die Kirche, um Dokumente ins Ausland zu schmuggeln.
Silva wurde nach ihrem Tode, auf Veranlassung von Präsident Francisco Guterres, am 2. Juli auf dem Heldenfriedhof in Metinaro beerdigt.